# Пеньки (Мозырский район)
Пеньки (бел. Пянькі ) — деревня в Криничном сельсовете Мозырского района Гомельской области Республики Беларусь.

## География

### Расположение
В 8 км на юг от Мозыря, 3,5 км от железнодорожной станции Михалки (на линии Калинковичи — Овруч).

### Гидрография
На юге 2 небольших водоёма.

## Транспортная сеть
Рядом автодорога Мозырь — Новая Рудня. Планировка состоит из короткой широтной улицы, застроенной деревянными крестьянскими усадьбами.

## История
По письменным источникам известна с начала XVIII века. Обозначена на карте Минского воеводства Великого княжества Литовского. В Михалковской волости Мозырского уезда Минской губернии.. того времени. Помещица Франковская владела в деревне в 1862 году 40 десятинами земли. В 1879 году упоминается в числе сёл Михалковского церковного прихода.
В 1919 году открыта школа, которая размещалась в национализированном здании. В 1930 году организован колхоз, работала кузница. Действовала начальная школа (в 1935 году 26 учеников). Во время Великой Отечественной войны 11 января 1944 года освобождена от немецкой оккупации. 18 жителей погибли на фронте. Согласно переписи 1959 года в составе колхоза имени Ф. Э. Дзержинского (центр — деревня Творичевка).

## Население

### Численность
- 2004 год — 6 хозяйств, 8 жителей.

### Динамика
- 1870 год — 16 ревизских душ.
- 1897 год — 31 двор, 166 жителей (согласно переписи).
- 1925 год — 44 двора.
- 1959 год — 90 жителей (согласно переписи).
- 2004 год — 6 хозяйств, 8 жителей.